# Freie Waldorfschule Hannover-Bothfeld
Die Freie Waldorfschule Hannover-Bothfeld ist eine im Jahr 1978 in freier Trägerschaft gegründete Waldorfschule. Die Gesamtschule in Hannover-Bothfeld mit einem Förderschulzweig von der ersten Klasse bis zum staatlichen Abitur legt einen Schwerpunkt auf fächerübergreifenden und lebenspraktischen Unterricht, insbesondere durch handwerklich-künstlerische Projekte. Zu den Besonderheiten der Schule zählen Gartenbau und praktische Tierhaltung sowie Theaterpädagogik.

## Geschichte
Peter und Brigitte Lampasiak waren maßgeblich an der Gründung des Bothfelder Ablegers der Mutterschule am Maschsee im Jahr 1978 beteiligt. Die ersten vier Jahre nach der Gründung existierten die Gebäude in Bothfeld noch nicht, damals nutzten die frischgebackenen Schulgründer noch die Waldorf-Räumlichkeiten am Maschseeufer. Gemeinsam mit Freunden und unterstützt von einer engagierten Elternschaft entwickelte man die Pläne für den Schulneubau im Nordosten der Stadt, der Ende 1982 fertiggestellt wurde. Am grünen Stadtrand von Hannover-Bothfeld entstanden auf Basis von Initiativen und Engagement die Schulgebäude. Schüler, Eltern und Lehrer arbeiteten gemeinsam und erstellten die ökologischen Grasdach-Holzhäuser. Der dörfliche Charakter und die familiäre Atmosphäre machen noch heute den besonderen Charme der Schule aus und laden zum Lernen aber auch zum Entdecken ein. Auch das vielfältig gestaltete Gelände mit seinen rund 42.500 m² bietet reichlich Gelegenheit zum Spielen, Erkunden und Verweilen.
Im Jahr 2008 unterrichtete die Schule 528 Schüler und Schülerinnen.